# Flirt mit dem Schicksal
Flirt mit dem Schicksal ist eine US-amerikanische Filmkomödie aus dem Jahr 1916 von Christy Cabanne mit Douglas Fairbanks sr. und Jewel Carmen in den Hauptrollen. Der Film wurde von Fine Arts Films produziert.

## Handlung
Der Künstler Augy Holliday ist in die wohlhabende Gladys verliebt, deren statusbewusste Tante die Verbindung ablehnt. Dennoch will Augy Gladys einen Antrag machen und probt vorher mit einer Bekannten. Gladys hört dies und nimmt an, dass sich Augy für eine andere Frau entschieden hat und entscheidet sich, jemand anderen zu heiraten. Bestürzt will Augy seinem Leben ein Ende setzen und zahlt dem Auftragsmörder Automatic Joe 50 Dollar zur Durchführung des Mordes.
Einige Zeit später verbessert sich Augys finanzielle Situation. Gladys erfährt, dass sie sich über Augys Absichten geirrt hat und kommt wieder mit ihm zusammen. Nun muss Augy allerdings den Mordauftrag rückgängig machen. Endlich findet Joe Augy. Doch der Killer hat seinen Glauben wiedergefunden und sich von seinem Beruf gelöst. Er will Augy nicht mehr töten, sondern nur die 50 Dollar zurückgeben.

## Hintergrund
Die ersten Szenen des Films wurden am 8. April 1916 bei einem Autorennen auf dem Grand Boulevard in Corona gedreht. Dabei kam es zu einem tödlichen Unfall des Rennfahrers Bob Burman, dessen Wagen sich überschlug. Dabei wurden Burman, sein Mechaniker und drei Zuschauer getötet.

## Veröffentlichung
Die Premiere des Films fand am 25. Juni 1916 in Chicago statt. In der Bundesrepublik Deutschland kam er am 19. Oktober 2009 auf DVD heraus.